# Humpert von Langen
Humpert von Langen († 20. Juli 1614) war ein fürstlichen-hennebergischer und kursächsischer Hofbeamter. Er war Oberaufseher der Grafschaft Henneberg und Besitzer des Wasserschlosses Oberstadt und des Freigutes in Breitenbach.

## Leben
Nach dem Ableben des Amtmanns Valentin Boxberger in Schleusingen im Jahre 1596 wurde dieses Amt mit Humpert von Langen wiederbesetzt, dem damaligen hennebergischen Regierungsrat bei der gemeinschaftlichen Regierung zu Meiningen. Er stammte aus dem alten Adelsgeschlecht von Langen im Emsland und war damals gleichzeitig auch Bedienter zu Schleusingen.
Seine enge Bindung an der wettinischen Hof des Kurfürstentums Sachsen wird durch seine Beförderung zum Kammerrat des Kurfürsten Christian II. in Dresden deutlich. In dieser Eigenschaft wurde Humpert von Langen im Jahre 1606 mit dem Wasserschloss Oberstadt nebst Zubehör belehnt. Zuvor war er bereits im September 1604 an der Vorbereitung und Durchführung der Hochzeit der Prinzessin Sibylla Elisabeth geb. Herzogin von Württemberg mit dem späteren Kurfürsten Johann Georg I. von Sachsen beteiligt.
Im Jahre 1611 wird Humpert von Langen als in Vormundschaft in die Fürstliche Grafschaft Henneberg verordneter Rat, Oberaufseher und lieber Getreuer bezeichnet.
Zu Lebzeiten hatte sich Humpert von Langen auch auf wirtschaftlichem Gebiet betätigt und viel Geld in das Steinkohlenbergwerke im Schneekopfgebiet investiert. Doch die Vorurteile gegen die neue Kohle waren groß, so dass dieses Werk zum Erliegen kam und alle seine Ausgaben umsonst gewesen waren.
Humpert von Langen starb am 20. Juli 1614. Im Jahr 1619 verkauften seine Witwe Maria von Langen geb. Groß und deren ältester Sohn Bernhardt von Langen das adlige Freigut zu Breitenbach in der Grafschaft Hennerberg.

## Familie
Humpert von Langen war der Urgroßvater des überregional bekannten Forstmannes Johann Georg von Langen.
Weitere Lebensdaten über Humpert von Langen sind bislang nicht bekannt.